# Wielkopolski Inspektorat Okręgowy Straży Granicznej
Wielkopolski Inspektorat Okręgowy Straży Granicznej – jednostka organizacyjna Straży Granicznej pełniąca służbę ochronną na granicy polsko-niemieckiej w latach 1928–1939.
Wielkopolski Inspektorat Okręgowy w Poznaniu był jednym z pięciu, a od 1934 sześciu inspektoratów Straży Granicznej. Biura inspektoratu początkowej mieściły się przy Alejach Marcinkowskiego 31, a w listopadzie 1928 roku zostały przeniesione na ulicę Słowackiego 15.

## Formowanie i zmiany organizacyjne
20 czerwca 1927 roku prezes Rady Ministrów Józef Piłsudski delegował na stanowisko naczelnego inspektora Straży Celnej płk. Stefana Pasławskiego z zadaniem gruntownej rekonstrukcji tego organu. Jesienią 1927 dokonano nowego podziału terytorialnego, a minister spraw wojskowych skierował do dyspozycji komendanta SC oficerów przewidzianych do obsadzenia nowo utworzonych stanowisk inspektorów okręgowych. Utworzono pięć nowych inspektoratów okręgowych, w tym między innymi Wielkopolski Inspektorat Okręgowy Straży Celnej, z którego w prostej linii wywodzi się Wielkopolski Inspektorat Okręgowy Straży Granicznej. Kierownikiem inspektoratu mianowano mjr. Wacława Spilczyńskiego. Rozporządzeniem Prezydenta Rzeczypospolitej Polskiej Ignacego Mościckiego z 22 marca 1928 roku, do ochrony północnej, zachodniej i południowej granicy państwa, a w szczególności do ich ochrony celnej, powoływano z dniem 2 kwietnia 1928 roku Straż Graniczną. Rozkazem nr 3 z 25 kwietnia 1928 roku w sprawach organizacji Wielkopolskiego Inspektoratu Okręgowego dowódca Straży Granicznej gen. bryg. Stefan Pasławski zatwierdził dyslokację, granice i strukturę inspektoratu okręgowego.
Rozkazem nr 2 z 8 września 1938 roku w sprawie terminologii odnośnie władz i jednostek organizacyjnych formacji, komendant Straży Granicznej płk Jan Gorzechowski nakazał zmienić nazwę Wielkopolskiego Inspektoratu Okręgowego Straży Granicznej na Wielkopolski Okręg Straży Granicznej, dotychczasowy inspektorat okręgowy przemianował na komendę okręgu i wprowadził tytuł komendanta okręgu w miejsce dotychczasowego kierownika. Rozkazem nr 6 z 14 maja 1929 roku w sprawach zmian organizacyjnych oraz działania Egzekutywy Komendy Głównej Straży Granicznej gen. bryg. Walerian Czuma przydzielił do komisariatu wewnętrznego „Łódź” placówkę II linii „Konin” i „Kalisz”, którą to wydzielił z Wielkopolskiego Okręgu SG.

## Służba graniczna
Położenie inspektoratu
Granica wielkopolskiego inspektoratu, została określona przez dowódcę Straży Granicznej rozkazem 3/1/28/A, a następnie potwierdzona rozkazem organizacyjnym nr 1 Wielkopolskiego Inspektoratu Straży Granicznej z 1 maja 1928 roku. Od północy inspektorat graniczył z Pomorskim Inspektoratem Okręgowym poprzez Noteć oraz Łobżonkę od Wymysłowa, a na południu granicę ze Śląskim Inspektoratem Okręgowym stanowiła Liswarta. Linia graniczna liczyła około 620 kilometrów i składała się z sześciu sekcji (E, F, F, H, J, K).
Rozkazem nr 11 z 9 stycznia 1930 roku w sprawie organizacji Wielkopolskiego Inspektoratu Okręgowego komendant Straży Granicznej płk Jan Jur-Gorzechowski zmienił granice inspektoratu okręgowego: od północy północno-zachodnia granica Pomorskiego Inspektoratu Okręgowego, od południa – placówka Kluczno włącznie. Śląski Inspektorat Okręgowy SG oddał Wlkp. Insp. SG z dniem 30 stycznia pododcinek granicy podlegający komisariatowi „Panki”.
Charakterystyka inspektoratu
Granica na terenie inspektoratu przechodziła przez tereny równinne, w wielu miejscach zalesione i dochodzące do samej linii granicznej. Granice naturalną stanowiła jedynie Noteć i Obra. Najbardziej zagrożony odcinek ochraniał Inspektorat Graniczny „Wieluń”. Była to dawna granica rosyjsko-niemiecka. Otwarty teren i przyzwyczajenie ludności sprzyjały przemytowi. Odcinki pozostałych Inspektoratów uważano za spokojniejsze. Przemycane towary to przede wszystkim sacharyna i tytoń. Stosunek ludności pogranicza do Straży Granicznej był raczej życzliwy. Poszczególne jednostki organizacyjne były animatorami życia kulturalnego w terenie, organizacje Związku Strzeleckiego, Przysposobienia Wojskowego i Wychowania Fizycznego na pograniczu kierowane są przeważnie przez oficerów i szeregowych Straży Granicznej. Żony strażników brały czynny udział w życiu społecznym, należały do Komitetów Pomocy Bezrobotnym, Związków Pracy Obywatelskiej Kobiet i innych zrzeszeń o charakterze kulturalno – oświatowym. Na terenie inspektoratu znajdowały się 32 drogi celne, 8 gospodarczych oraz 208 przejść przepustowych.
Sąsiednie inspektoraty
- Pomorski Inspektorat Okręgowy Straży Granicznej ⇔ Śląski Inspektorat Okręgowy Straży Granicznej

## Kierownicy/komendanci inspektoratu
| stopień   | imię i nazwisko                 | okres pełnienia służby        | kolejne stanowisko                         |
| --------- | ------------------------------- | ----------------------------- | ------------------------------------------ |
| inspektor | Mieczysław Kulikowski           | cz.p.o. 15 X 1928 – 21 I 1929 | kierownik Inspektoratu Granicznego „Biała” |
| inspektor | Wiktor Wielkopolanin-Nowakowski | od 22 I 1929                  |                                            |
| inspektor | Jan Zięba                       | 7 V 1930 – 28 I 1936          | stan nieczynny                             |
| inspektor | Marian Figler                   | 1 II 1936 – 19 IX 1939        |                                            |

## Struktura organizacyjna
Organizacja inspektoratu w 1928 i 1930:
- Komenda − Poznań
- Inspektorat Graniczny nr 9 Wronki
- Inspektorat Graniczny nr 10 Opalenica
- Inspektorat Graniczny nr 11 Leszno
- Inspektorat Graniczny nr 12 Ostrów
- Inspektorat Graniczny nr 13 Wieluń